# My Girl (Arashi)
My Girl (マイガール?, Mai Gāru) è un brano musicale del gruppo musicale giapponese Arashi, pubblicato come loro ventottesimo singolo il 11 novembre 2009. Il brano è incluso nell'album Boku no Miteiru Fūkei, dodicesimo lavoro del gruppo. Il singolo ha raggiunto la prima posizione della classifica Oricon dei singoli più venduti in Giappone, vendendo 560.507. Il singolo è stato certificato doppio disco di platino. Il brano è stato utilizzato come tema musicale del dorama My Girl interpretato dallo stesso membro della band Masaki Aiba.

## Tracce
CD JACA-5188
1. My Girl (マイガール)
2. Tokei Jikake no Umbrella (時計じかけのアンブレラ)
3. Super Fresh (スーパーフレッシュ)
4. My Girl (Original Karaoke) (マイガール(オリジナル・カラオケ))
5. Tokei Jikake no Umbrella (Original Karaoke) (時計じかけのアンブレラ(オリジナル・カラオケ))
6. Super Fresh (Original Karaoke) (スーパーフレッシュ(オリジナル・カラオケ))

## Classifiche
| Classifica (2009) | Posizione più alta |
| ----------------- | ------------------ |
| Giappone          | 1                  |